# Vận thăng
Vận thăng là một thiết bị nâng hạ dùng để thi công các công trình nhà cao tầng, hoặc một số trường hợp đặc biệt dùng để thi công các công trình ngầm dưới lòng đất, thả từ đỉnh núi xuống.

## Cấu tạo
Vận thăng nâng hàng bao gồm các kết cấu kim loại, cơ cấu truyền động, hệ thống điện điều khiển, thiết bị an toàn.
Kết cấu kim loại
Kết cấu kim loại gồm: Khung đế, đốt khung thân, giằng tường, Bàn nâng, cần tự lắp. Khung đế là bộ phận cơ bản liên kết thiết bị với nền móng bê tông, để định vị, lắp ghép các bộ phận của thiết bị như: khung thân, motor, hộp giảm tốc, tang cáp, Puly dẫn hướng cáp.
Bàn nâng hàng là bộ phận quan trọng nhất của vận thăng dùng để nâng vật liệu tư hàng hóa, được chế tạo bằng hệ khung thép, phần thân có các con lăn dẫn hướng.
Cần tự lắp gồm móc cẩu, cần, puly dẫn hướng cáp, cơ cấu cuốn cáp và cáp nâng. Dùng để cẩu các bộ phận của vận thăng như: giằng tường, đốt tiêu chuẩn khi nâng chiều cao của vận thăng.
Cơ cấu truyền động
Cơ cấu truyền động được bố trí trên khung đế có nhiệm vụ nâng hạ bàn nâng hàng thông qua hệ thống cáp tải và tang cuốn cáp.
Thiết bị an toàn
Thiết bị an toàn của vận thăng là các công tắc giới hạn hành trình dưới, công tắc giới hạn hành trình trên và thiết bị phòng rơi.

## Nguyên lý hoạt động
Tời điện sẽ tạo ra Mô men lực để kéo dây cáp, dây cáp truyền lực kéo đến bộ phận nâng thông qua hệ thống ròng rọc. Bộ phận nâng sẽ nâng vật hay người đến độ cao yêu cầu. Khi vận thăng hoạt động, vách đứng và giá máy đóng vai trò là điểm tựa vững vàng giúp cho máy chịu tải trọng và giữ máy vận hành ổn định.

## Phân loại
Máy vận thăng được phân loại theo các tiêu chí sau:

### Theo cấu tạo
Vận thăng tự do
Vận thăng tự do thích hợp với công trình có nhu cầu trọng lượng ít, chịu tải nhẹ, cấu tạo đơn giản, dễ dàng di chuyển, vận chuyển.
Vận thăng dựa tường
Vận thăng dựa tường là thiết bị hoạt động thẳng đứng có cấu tạo đơn giản sử dụng để nâng hàng hóa vật liệu, người. Vận thăng dựa tường chỉ nâng được tải trọng tối đa 500 kg và chiều cao từ 9m đến 100m. Một hạn chế nữa là thiết bị chuyển động theo phương thẳng đứng nên hạn chế không gian phục vụ.
Vận thăng lồng
Vận thăng lồng có thể tải từ 1 đến 2 tấn vật liệu, đáp ứng công trình xây dựng lớn. Vận thăng lồng có cấu tạo phức tạp, giá cả cao.

### Theo cách nâng bàn
+ Vận thăng loại cáp kéo.
+ Vận thăng loại tự leo.

### Theo công dụng
+ Vận thăng chở hàng.
+ Vận thăng chở hàng và người.